# Dobriša vas
Dobriša vas (Duits: Ehrendorf) is een plaats in Slovenië en maakt deel uit van de gemeente Žalec in de NUTS-3-regio Savinjska. De plaats telde 447 inwoners op 1 januari 2020.

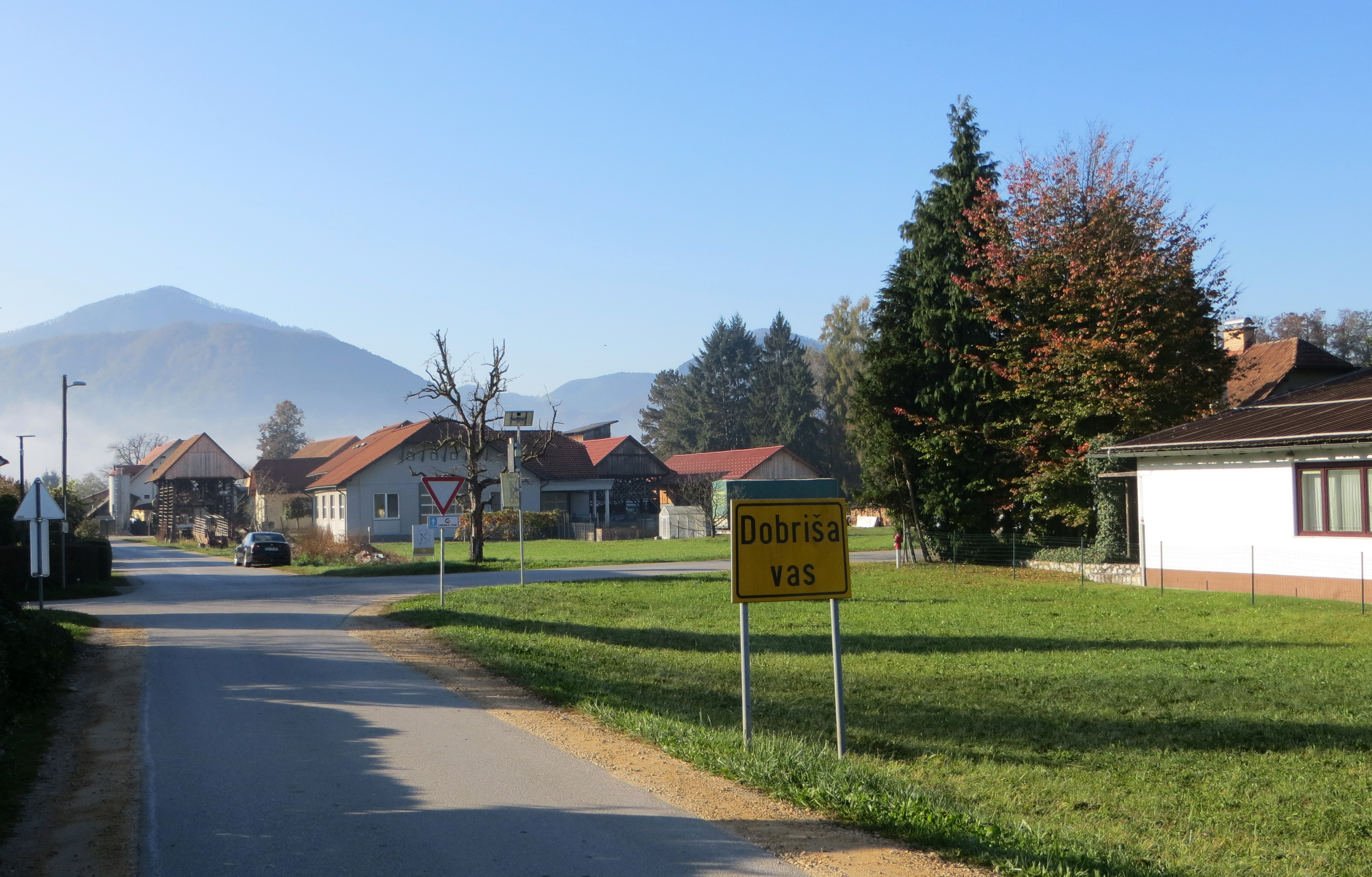
Dorpsaanzicht